# Ополченочка
«Ополченочка» — російський пропагандистський художній фільм, знятий на тимчасово окупованій території Луганщини, в ОРДЛО. Позиціонується як такий, що розповідає про російсько-українську війну. Фільм отримав деяку популярність після того, як прообраз його головної героїні Світлани — Світлана Дрюк перейшла на бік України.

## Сюжет
Три жінки, мешканки Донбасу, опиняються у вирі війни Росії проти України. Вони йдуть служити на бік терористів, стаючи екіпажем танку Т-64БВ, російського танку, що використовується терористами з «народної міліції ЛНР».

## Прообраз
Прообраз героїні фільму Світлана Дрюк перейшла на бік України та вивезла з території, що тимчасово контролюється терористами, «докази злочинів росіян і їхніх намірів подальшого вторгнення на українську територію» і готова свідчити у Гаазі.

## Зйомки
Зйомки проходили восени 2018 року на території «ОРДЛО».

## В ролях
- Наталія Колоскова — Світлана (прототип Світлана Дрюк)
- Наталія Стародубцева — Анна Лобанова
- Марія Перн — Катя (прототип — Тетяна Дрьомова)
- Анатолій Фалинський — Єгор, козачий отаман (прототип — Павло Дрьомов)
- Юрій Миронцев — Володимир Срібний, козачий отаман
- Віталій Лясніков — Федір, комбат Народногого ополчення
- Вілен Бабічев — командир українського батальйону «Торнадо» (прототип Р. Абельмаз)
- Михайло Голубович
- Наталія Поклонська — камео[5][1]

## Санкції
- Міністерство культури України внесло чотирьох російських акторів, які знімалися у цьому пропагандистському фільмі до переліку осіб, які створюють загрозу національній безпеці України[6]. Цим особам заборонений в'їзд на територію України.